# Pristimantis fallax
Espèce
Synonymes
- Eleutherodactylus fallax Lynch & Rueda, 1999

Statut de conservation UICN

 VU B1ab(iii) : Vulnérable
Pristimantis fallax est une espèce d'amphibiens de la famille des Craugastoridae.

## Répartition
Cette espèce est endémique du versant Est de la cordillère Centrale en Colombie. Elle se rencontre dans les départements d'Antioquia, de Tolima et de Caldas entre 1 100 et 1 850 m d'altitude.

## Description
Le mâle mesure 26,8 mm et les femelles de 37,1 à 45,1 mm.

## Publication originale
- Lynch & Rueda-Almonacid, 1999 : New species of frogs from low and moderate elevations from the Caldas transect of the eastern flank of the Cordillera Central. Revista de la Academia Colombiana de Ciencias Exactas Fisicas y Naturales, vol. 23, no 87, p. 307-314 (texte intégral).